# Хірле-Сір
Хі́рле-Сір (рос. Хирле-Сир, чув. Хĕрлĕ Çыр) — присілок у складі Чебоксарського району Чувашії, Росія. Входить до складу Лапсарського сільського поселення.
Населення — 269 осіб (2010; 289 у 2002).
Національний склад:
- чуваші — 99 %